# Sprowston
Sprowston is een civil parish in het bestuurlijke gebied Broadland, in het Engelse graafschap Norfolk met 14.691 inwoners.

## Sprowston Manor
Buiten Sprowston ligt een landgoed met de Sprowston Manor, gebouwd in de 16de eeuw. Op het landgoed is de Sprowston Manor Golf Club. De Manor is verbouwd tot hotel en behoort tot de Marriott International  groep.